# Максунуоха
Максунуоха (Муксунуоха) — река в России, протекает по территории Усть-Янского района Якутии. Длина реки — 267 км, площадь водосборного бассейна составляет 3660 км².
Начинается в обильной озёрами частично заболоченной местности. От истока течёт в восточном направлении, севернее озера Урюнг-Улах поворачивает на север, а затем на северо-запад. В среднем течении меандрирует, берега обрывистые. Ближе к низовьям входит в зону болот. Выше впадения Мурукана ширина реки равна 95 метрам, глубина — 2 метрам. Впадает в Селяхскую губу моря Лаптевых севернее села Юкагир, образуя дельту.
Бассейн реки входит в состав ключевой орнитологической территории «Бассейн Санга-Юрях», является территорией линьки белолобого гуся и гуменника.
В долине реки обнаружено несколько туш плейстоценовых животных, в том числе мамонта. В вечной мерзлоте в районе озера Никита и реки Максунуоха методом эхолокации нашли две ноги мамонта возрастом примерно 20—40 тыс. лет.

## Притоки
Объекты перечислены по порядку от устья к истоку.
- 12 км: Арга-Бырахчання[2] (лв)
- 32 км: Куку[2] (лв)
- 34 км: Мурукан[2] (пр)
- 56 км: Тохон[2] (пр)
- 65 км: Илин-Бырахчання[2] (лв)
- 75 км: Ус-Булгуннях[2] (пр)
- 144 км: Онной[2] (пр)
- 165 км: Бульчут-Юрюете[2] (лв)
- 175 км: Чалымагы-Юрюете[2] (лв)

## Данные водного реестра
По данным государственного водного реестра России относится к Ленскому бассейновому округу, речной бассейн — Яна, водохозяйственный участок — реки бассейна моря Лаптевых от границы бассейна реки Яна на западе до границы бассейна Восточно-Сибирского моря (мыс Святой Нос) на востоке.
Код объекта в государственном водном реестре — 18040300412117700031762.